# حاجی عینالی
حاجی عینالی (به لاتین: Gadzhi-Eynali) یک منطقه مسکونی در جمهوری آذربایجان است که در شهرستان ماساللی واقع شده است.